# Leichlingen
Leichlingen est une ville allemande de l'arrondissement de Rhin-Berg, dans le land de Rhénanie-du-Nord-Westphalie, situé au nord de Leverkusen et de Burscheid. La ville est traversée par la Wupper.
La ville est surnommée la « ville des légumes » en raison de ses nombreuses exploitations maraîchères. Le nom de la ville fait allusion au fait qu'il s'agit d'un ancien village de pêcheurs, car le mot « leich » signifie « frayère » et « lingen » « petites courbes de fleuve ».

## Histoire
Après avoir été la résidence de plusieurs monastères et châteaux forts depuis le IXe et le Xe siècle, la ville obtient son statut de ville en 1856 et se développe industriellement.

## Attractions touristiques
- Haus Forst
- Haus Nesselrath
- Haus Eicherhof
- Fernsehtürme (tours de télévision) de Witzhelden

## Jumelages
La ville de Leichlingen est jumelée avec :
- Marly-le-Roi (France) depuis 1964
- Henley-on-Thames (Grande-Bretagne) depuis 1989
- Funchal (Portugal) depuis 1996

Un pont traversant la Wupper est spécialement dédié à chaque ville. De plus, plusieurs petits monuments au centre de la ville rendent hommage à ces villes et des voyages ou échanges sont annuellement organisés.

## Personnalités
- Johann Wilhelm Wilms, compositeur
- Friedrich Ueberweg, philosophe
- Julius Pohlig, ingénieur
- Otto Adams, homme politique libéral et syndicaliste
- Rudolf Geller, entrepreneur régional
- Aloys Nölle, homme politique et président de police
- Willy Schürmann, peintre et graphiste
- Karl-Heinz Lauterjung, professeur
- Hermann Stahlberg, homme politique conservateur
- Wolfgang Zimmermann, homme politique d'extrême-gauche
- Oliver Grajewski, peintre et illustrateur de bandes dessinées